# Villa Rustica (Winterton)

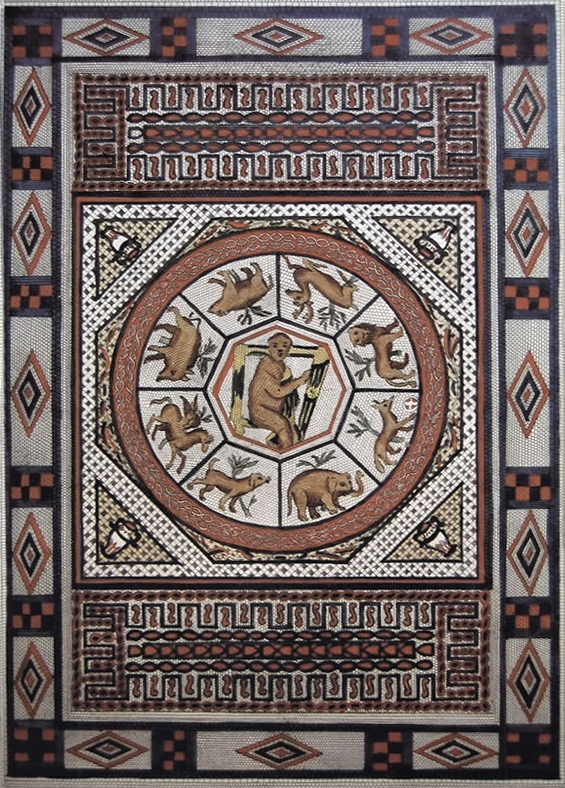
Orpheusmosaik aus der Villa von Winterton

Die Villa Rustica in Winterton ist ein ehemaliger römischer Gutshof (Villa rustica) in Winterton in North Lincolnshire.

## Geschichte der Ausgrabungen
Die Reste einer römischen Villa bei Winterton waren seit langem bekannt. 1699 werden römische Reste in einem Brief von Abraham de la Pryme erwähnt. 1747 wurden Mosaiken von Richard Cowper, einem Bauern, entdeckt, der seinen Gutsherrn George Stovin (etwa 1695–1780) benachrichtigte, der zwei Tage später den Ort besuchte und ein Mosaik freilegte. Stovin schrieb die Antiquare William Stukeley und Francis Drake an. Der Letztere besuchte den Ort und ließ durch Charles Mitley Zeichnungen anfertigen, die 1789 publiziert wurden. Weitere Mosaiken wurden 1796 und 1797 entdeckt, die auch gezeichnet und publiziert wurden. 1957 wurde bekannt, dass die Reste der Villa durch Eisenabbau gefährdet seien. Es war zunächst geplant, nur die Mosaiken zu finden und zu heben, doch entschied man sich daraufhin, die ganze Villa auszugraben, da der Eisenabbau langsamer voranschritt als erwartet. Die Grabungen dauerten von 1958 bis 1967 und wurden 1976 publiziert.

## Die Villa

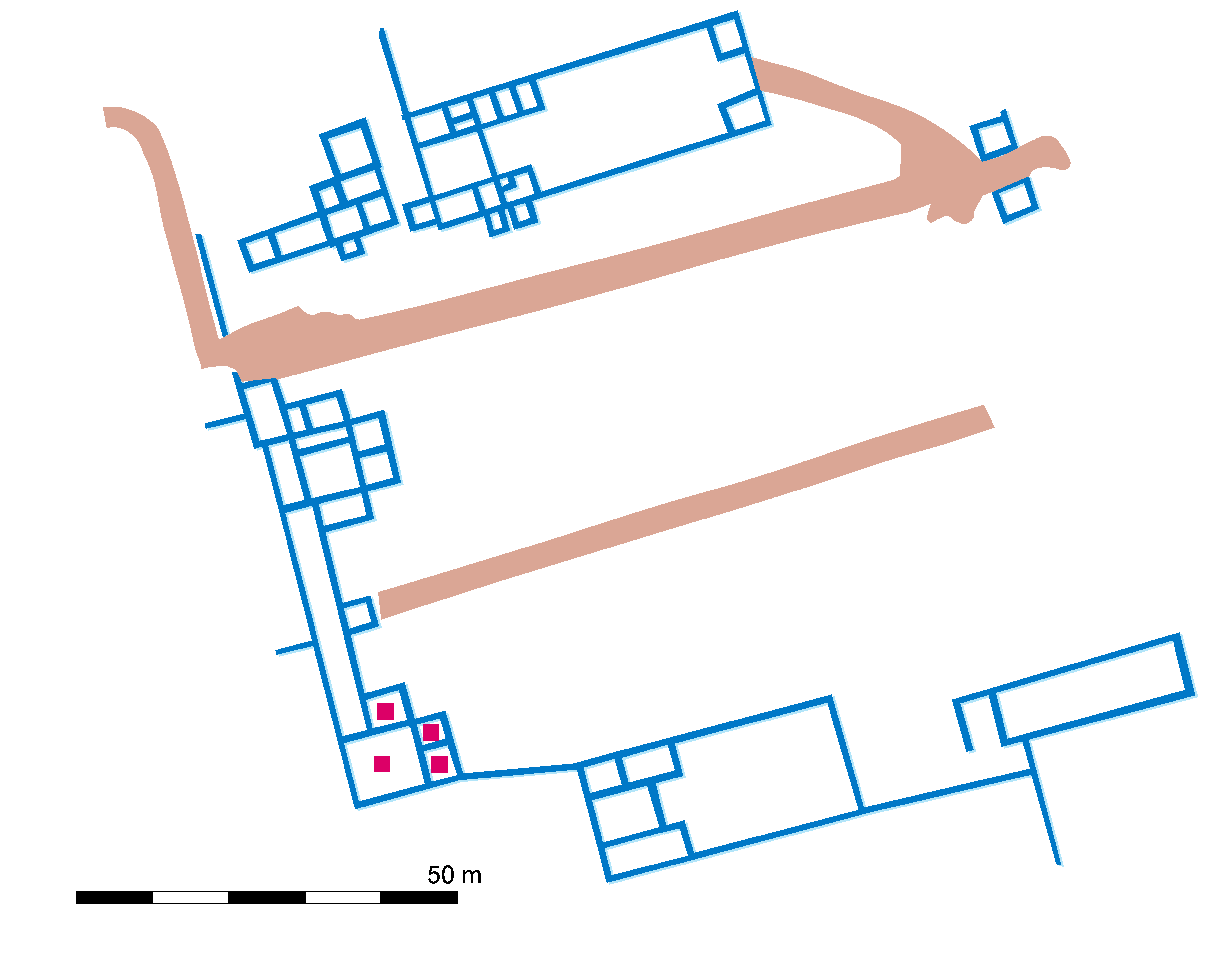
Plan der Villa um 250 n. Chr. Zimmer mit Mosaiken sind rot markiert

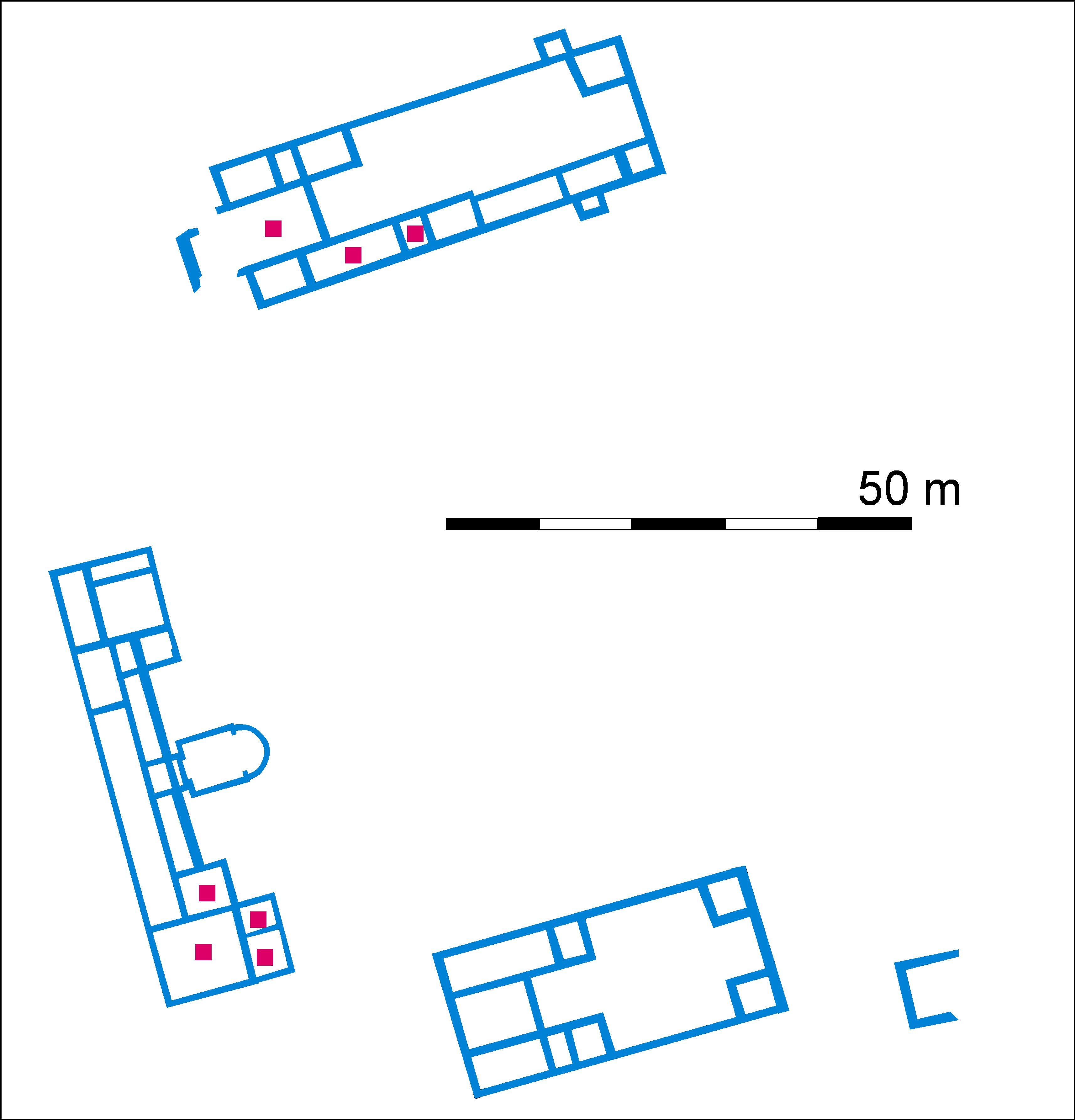
Plan der Villa um 350 n. Chr. Zimmer mit Mosaiken sind rot markiert

Die Anlage der Villa bestand aus einem Komplex von mehreren Gebäuden, die sich um einen großen Hof gruppierten. Im Westen stand das eigentliche Wohnhaus. Im Norden und im Süden standen große Bauten, die wahrscheinlich wirtschaftlichen Zwecken dienten, in denen sich auch Wohnräume befanden. Das Orpheus-Mosaik, das größte Mosaik der Villa fand sich im nördlichen Haus. Es handelt sich jeweils um Gebäude mit einer großen Mittelhalle mit drei Schiffen. Im Norden, nahe beim zentralen Wohnhaus, stand auch ein etwas kleineres Badehaus. 
Die Villa wurde wahrscheinlich im frühen zweiten Jahrhundert erbaut und erlebte ihre Blütezeit im vierten Jahrhundert. Aus dieser Zeit stammen auch die meisten Mosaiken. Bei den ältesten Strukturen handelte es sich um zwei runde Steinbauten, die jedoch stark unter der späteren Bebauung gelitten haben. Die Funktion dieser Rundbauten ist unbekannt. Es wurde vorgeschlagen, dass es sich um Tempel handelte. Jedoch würde dies bedeuten, dass im zweiten Jahrhundert eine Tempelanlage in eine Villa umgebaut wurde, was sehr ungewöhnlich ist. Deshalb handelte es sich wahrscheinlich auch um Bauten einer Villa, die in ihrer Form keltische Traditionen fortsetzte, im  Baumaterial jedoch schon römische Traditionen aufnahm. 
Am Ende des zweiten Jahrhunderts wurden die runden Bauten niedergerissen und es wurde der Villakomplex errichtet. Dieser radikale Wechsel deutet auf einen neuen Besitzer. Die Villa war schon im zweiten Jahrhundert reich ausgestattet. Zwei Räume waren mit Mosaiken versehen, was im Britannien des zweiten Jahrhunderts eher selten vorkam. Im vierten Jahrhundert wurde die Villa verkleinert, doch besser ausgestattet. Diverse Räume erhielten Mosaiken und das Hauptwohnhaus erhielt ein Speisezimmer mit Apsis. 
In der Villa fanden sich insgesamt Reste von sechs Mosaiken, die in der vollen Grabungspublikation mit Buchstaben gekennzeichnet wurden. Das größte Mosaik (A) zeigt Orpheus in der Mitte eines Kreises; um ihn sind in einem weiteren, äußeren Kreis diverse Tiere dargestellt. Bei der ersten Auffindung war das Mosaik besser erhalten. Es gibt alte Zeichnungen davon, doch bleibt unklar, was im 18. Jahrhundert wirklich noch zu sehen war. Die überlieferte Zeichnung zeigt im Zentrum des Mosaiks nicht Orpheus, sondern einen sitzenden Bären in einem Rahmen. Ein Bär im Zentrum eines Mosaikes wäre hochgradig ungewöhnlich. Bei dem Rahmen handelt es sich wahrscheinlich um die nicht verstandene Leier. Die Zeichner des achtzehnten Jahrhunderts hatten offensichtlich die Figur im Zentrum des Mosaiks missverstanden. Ein weiteres Mosaik (C) zeigt in der Mitte ein Medaillon mit einer Büste, die ein Füllhorn hält. Ein weiteres Mosaik (B) in einem Nachbarraum (12,19 × 3,96 m) zeigt im Zentrum ebenfalls ein Medaillon mit einer Büste, die als Ceres identifiziert wird. Mosaik D ist nur in drei Fragmenten erhalten und zeigt ein geometrisches Muster. Diese Mosaiken datieren wahrscheinlich in die Mitte des vierten Jahrhunderts. Zwei weitere Mosaiken waren nur zum kleinen Teil erhalten und zeigen wiederum geometrische oder stilisierte pflanzliche Muster. Sie datieren wahrscheinlich in die zweite Hälfte des zweiten Jahrhunderts.
Bei den Ausgrabungen kamen umfangreiche Reste von Wandmalereien zu Tage. Die meisten Räume waren mit Felderdekorationen bemalt, deren Sockel mindestens in einigen Räumen gemalte Marmorimitationen zeigen. Im Bad fanden sich vergleichsweise gut erhaltene Reste von figürlichen Szenen. Sie scheinen Nymphen und Eroten an einer Quelle darzustellen. Andere Malereifragmente aus dem Bad stellen Fische dar.
Es fanden sich etwa 100 Münzen, die älteste datiert unter Domitian ins erste Jahrhundert, die meisten jedoch ins vierte Jahrhundert, die letzte Münze unter Honorius, was andeutet, dass die Villa bis ans Ende des vierten oder sogar im fünften Jahrhundert noch in Betrieb war. Fensterglas zeigt, dass die Fenster verglast waren. Es fanden sich zwei Typen. Das Glas aus dem ersten und zweiten Jahrhundert ist auf der einen Seite glatt und auf der anderen rau. Das meiste Fensterglas datiert ins dritte und vierte Jahrhundert und ist auf beiden Seiten glatt. Es wurde aus Glaszylindern hergestellt und ist dünner als das aus dem ersten und zweiten Jahrhundert. Weitere Funde waren zahlreiche Keramikscherben, Schmuckstücke wie Fibeln, aber auch Glas von Gefäßen.